# جورجو
شهر جورجو (به رومانیایی: Giurgiu) در شهرستان جورجو در کشور رومانی واقع شده‌است. جمعیت این شهر ۶۹٬۵۸۷ نفر است.